# خاستگاه آب بر زمین

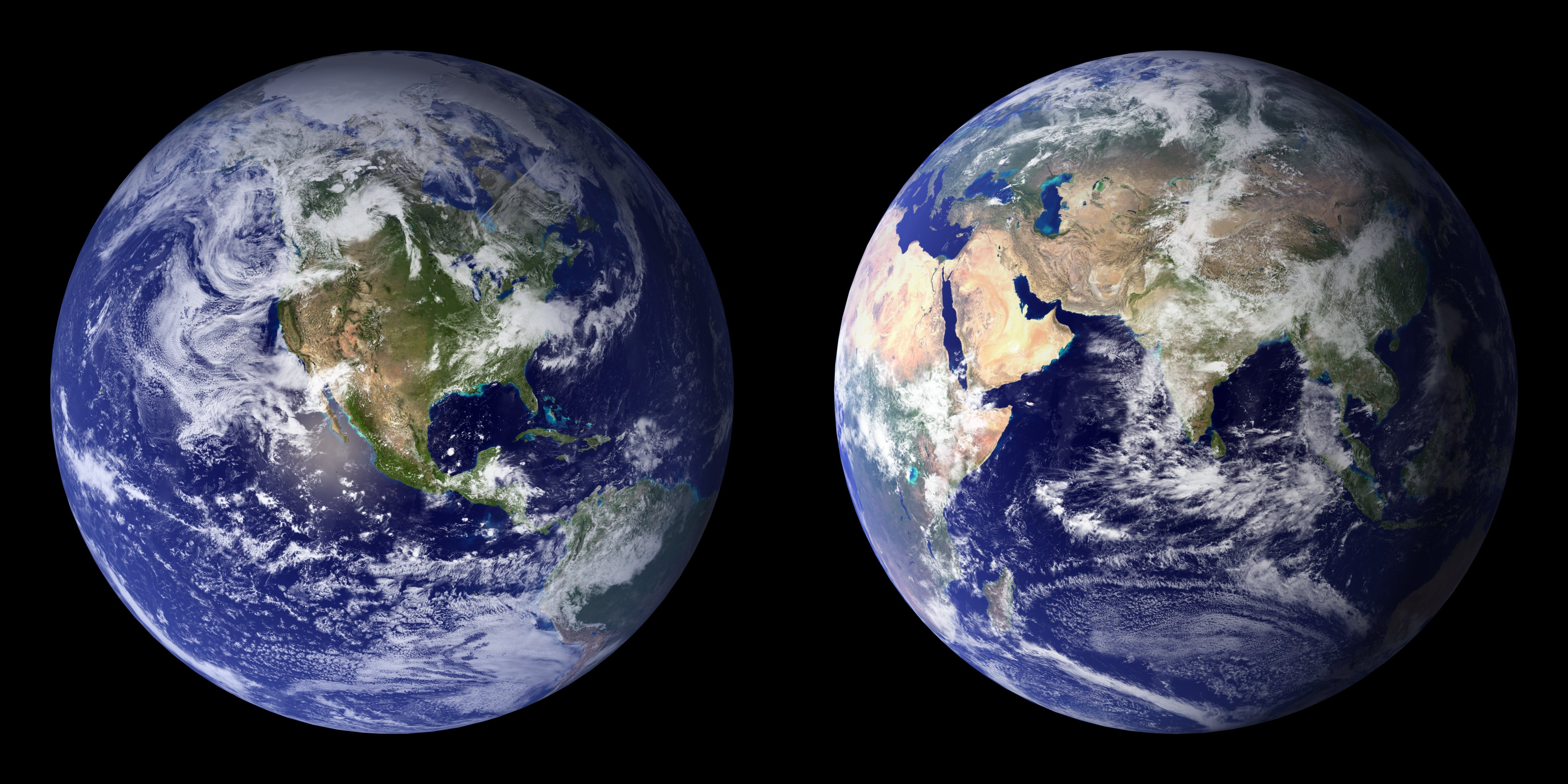
آب تقریباً ۷۱ درصد سطح زمین را پوشانده‌است.

خاستگاه آب بر زمین (به انگلیسی: Origin of water on Earth) موضوع پژوهش‌هایی در زمینه‌های سیاره‌شناسی، اخترشناسی و اخترزیست‌شناسی است. زمین سیاره‌ای منحصر به فرد در میان سیاره‌های سنگی سامانه خورشیدی است و آن اینکه زمین تنها سیاره‌ای در این سامانه است که اقیانوس‌هایی از آب مایع بر سطح خود دارد. آب مایع که برای حیات ضروری است، بر سطح زمین باقی مانده‌است؛ این از آن رو است که زمین در فاصله‌ای از خورشید جای گرفته که بدان کمربند حیات می‌گویند، در فاصله‌ای دور از خورشید به اندازه‌ای که آب خود را به علت اثر گریز گلخانه‌ای از دست ندهد و نه آن اندازه دور که دماهای پایین سبب شوند همه آب‌های روی زمین یخ بزنند.
برای زمانی دراز پنداشته می‌شد که آب زمین از قرص پیش‌سیاره‌ای آن نشات نگرفته‌است و چنین پنداشته می‌شد که آب و پراهای دیگر از سامانه خورشیدی دیگری به زمین راه یافته‌اند. پژوهش‌های تازه به هر روی نشان می‌دهند که هیدروژن درون زمین نقشی در شکل‌گیری اقیانوس‌ها داشته‌است. این دو ایده مقابل هم قرار ندارند. همچنین شواهدی وجود دارد که آب از طریق برخورد یک خرده سیاره یخی که شبیه به ساختار سیارک‌های لبه بیرونی کمربند سیارک‌ها بوده، به زمین آورده شده‌است.